# MTV Movie Awards 1999
Die Verleihung der MTV Movie Awards des Jahres 1999 ging am 5. Juni 1999 über die Bühne. Erfolgreichster Film mit drei Auszeichnungen wurde die Filmkomödie Verrückt nach Mary.

## Moderator
Durch die Gala führte: Lisa Kudrow

## Auszeichnungen

### Bester Film
Verrückt nach Mary (There’s Something About Mary) 
- Armageddon – Das jüngste Gericht (Armageddon)
- Der Soldat James Ryan (Saving Private Ryan)
- Die Truman Show (The Truman Show)
- Shakespeare in Love

### Bester Hauptdarsteller
Jim Carrey – Die Truman Show (The Truman Show) 
- Ben Affleck – Armageddon – Das jüngste Gericht (Armageddon)
- Tom Hanks – Der Soldat James Ryan (Saving Private Ryan)
- Adam Sandler – Waterboy – Der Typ mit dem Wasserschaden (The Waterboy)
- Will Smith – Der Staatsfeind Nr. 1 (Enemy of the State)

### Beste Hauptdarstellerin
Cameron Diaz – Verrückt nach Mary (There’s Something About Mary) 
- Jennifer Love Hewitt – Ich kann’s kaum erwarten! (Can’t Hardly Wait)
- Jennifer Lopez – Out of Sight
- Gwyneth Paltrow – Shakespeare in Love
- Liv Tyler – Armageddon – Das jüngste Gericht (Armageddon)

### Bester Nachwuchsschauspieler
James van der Beek – Varsity Blues
- Ray Allen – Spiel des Lebens (He Got Came)
- Joseph Fiennes – Shakespeare in Love
- Josh Hartnett – Halloween H20 (Halloween H20: Twenty Years Later)
- Chris Rock – Lethal Weapon 4

### Beste Nachwuchsschauspielerin
Katie Holmes – Dich kriegen wir auch noch! (Disturbing Behavior) 
- Cate Blanchett – Elizabeth
- Brandy – Ich weiß noch immer, was du letzten Sommer getan hast (I Still Know What You Did Last Summer)
- Rachael Leigh Cook – Eine wie keine (She’s All That)
- Catherine Zeta-Jones – Die Maske des Zorro (The Mask of Zorro)

### Bestes Filmpaar
Jackie Chan & Chris Tucker – Rush Hour
- Ben Affleck & Liv Tyler – Armageddon – Das jüngste Gericht (Armageddon)
- Nicolas Cage & Meg Ryan – Stadt der Engel (City of Angels)
- Rachael Leigh Cook & Freddie Prinze junior – Eine wie keine (She’s All That)
- Cameron Diaz & Ben Stiller – Verrückt nach Mary (There’s Something About Mary)

### Bester Filmschurke
Matt Dillon – Verrückt nach Mary (There’s Something About Mary) 
- Stephen Dorff – Blade
- Brad Dourif – Chucky und seine Braut (Bride of Chucky)
- Jet Li – Lethal Weapon 4
- Rose McGowan – Der zuckersüße Tod (Jawbreaker)

### Bester Filmkomiker
Adam Sandler – Waterboy – Der Typ mit dem Wasserschaden (The Waterboy) 
- Cameron Diaz – Verrückt nach Mary (There’s Something About Mary)
- Chris Rock – Lethal Weapon 4
- Ben Stiller – Verrückt nach Mary (There’s Something About Mary)
- Chris Tucker – Rush Hour

### Bester Filmsong
„I Don’t Want to Miss a Thing“ – Armageddon – Das jüngste Gericht (Armageddon) – Aerosmith
- „Are You That Somebody?“ – Dr. Dolittle – Aaliyah
- „Can I Get A...“ – Rush Hour – Jay-Z
- „Nice Guys Finish Last“ – Varsity Blues – Green Day
- „Iris“ – Stadt der Engel (City of Angels) – Goo Goo Dolls

### Bester Filmkuss
Joseph Fiennes & Gwyneth Paltrow – Shakespeare in Love
- Neve Campbell, Matt Dillon & Denise Richards – Wild Things
- George Clooney & Jennifer Lopez – Out of Sight
- Cameron Diaz & Ben Stiller – Verrückt nach Mary (There’s Something About Mary)
- Jeremy Irons & Dominique Swain – Lolita

### Beste Action-Sequenz
Armageddon – Das jüngste Gericht (Armageddon) 
- Der Soldat James Ryan (Saving Private Ryan)
- Lethal Weapon 4
- Ronin

### Beste Kampf-Sequenz
Ben Stiller vs. Puffy, den Hund – Verrückt nach Mary (There’s Something About Mary) 
- Antonio Banderas vs. Catherine Zeta-Jones – Die Maske des Zorro (The Mask of Zorro)
- Jackie Chan & Chris Tucker vs. chinesische Gang – Rush Hour
- Wesley Snipes vs. Vampire – Blade

### Sonstige Awards
- Bester Neuer Filmemacher: Guy Ritchie für: Bube, Dame, König, grAs (Lock, Stock & Two Smoking Barrels)